# Bermudalana
Bermudalana é um género de crustáceo da família Cirolanidae.
Este género contém as seguintes espécies:
- Bermudalana aruboides